# 文化路街道 (秦皇岛市)
文化路街道，是中华人民共和国河北省秦皇岛市海港区下辖的一个乡镇级行政单位。

## 行政区划
文化路街道下辖以下地区：
红旗里社区、河涧里社区、海建里社区、新一街社区、团结里社区、人民里社区和碧海云天社区。